# TVV Csík-Szt.-Király – Szala sorozat
A  TVV Csík-Szt.-Király – Szala sorozat 15 db személyvonati szerkocsis gőzmozdony volt a Tiszavidéki Vasútnál.

## Története
A mozdonyokat 1857–1858–ban az ÁVT mozdonygyára építette. A gyártáskor a 15–29 pályaszámokat  és a CSIK-SZT.-KIRÁLY, MAGYAR-SZÖGYÉNY, DEBRECZEN, NAGY-APPONY, KRASZNA-HORKA, HARANGOD, TOKAJ, MISKOLCZ, ARAD, NAGY-VARÁD, PEST, VINNA, DRAVECZ, HORTOBÁGY és SZALA-neveket kapták.
A TVV 1880-as államosítása után a MÁV első pályaszámrendszerében a 301–315 pályaszámokat kapták. A MÁV második számozási rendszerének 1891-es bevezetésekor még 12 mozdony üzemelt, ezeket Ib. osztály 301–305 (ezek voltak az átépített gépek) és Ic. osztály 306–312 pályaszámok alá sorolták.

## Szerkezete
A mozdonyok belsőkeretesek és belső vezérlésűek voltak a kereten kívül felszerelt gőzhengerekkel. A hordrugók Beillie rendszerű tekercsrugók voltak . A kapcsolt tengelyek rugóinak alátámasztását himbák kötötték össze a tengelyek fölött biztosítva a tengelynyomások kiegyenlítését. A mozdonyhoz háromtengelyes szerkocsi tartozott.
A 301–305 pályaszámú mozdonyokat 1880-ban a budapesti MÁV Gépgyár átépítette Megemelték a kazánnyomást, a hátsó kapcsolt tengelyt hátrébb tették az állókazán mögé amitől egyrészt a tapadási tömeg 20,5 t-ra nőtt (természetesen ezzel nőtt a mozdony vonóereje is), a mozdony futása nyugodtabbá vált alkalmassá téve gyorsvonati szolgálatra. Ugyanekkor egyéb modernizációs változtatásokat is végeztek rajtuk: a vezérlés a kereten kivülre került, szokványos mozdonysátrat építettek rájuk a személyzet védelmére. Így ezek a mozdonyok alkalmassá váltak síkvidéki pályán gyorsvonatok 55–60 km-es sebességgel való továbbítására.
Az utolsó járművet ebből a sorozatból 1905-ben selejtezte a MÁV.